# Asphalt 3D
Asphalt 3D, i Japan Asphalt 3D: Nitro Racing, är ett racingspel till Nintendo 3DS. Det utvecklades och tillverkades av franska Gameloft och släpptes av Ubisoft och Konami den 25 mars 2012 i Europa som en lanseringstitel till Nintendo 3DS.

## Gameplay
Asphalt 3D är ett racingspel där spelaren måste köra en bil och tävla mot andra förare på olika banor. Spelaren tjänar belöningar såsom biluppgraderingar och XP-poäng när bilen vinner lopp i spelet, och att nå högre nivåer tillåter spelaren att köpa bättre sportbilar. Spelet innehåller 17 banor baserade på realtids-platser som San Francisco och Paris, och 40 licenserade sportbilar och motorcyklar som Ferarri och Ducati. Spelet använder sig av 3DS-systemets accelerometer vilket gör att spelaren kan kontrollera fordonet som en ratt.
Spelet innehåller åtta spellägen, bland annat ett karriärläge, ett eliminerings-läge, ett läge där spelaren måste komma iväg från polisbilar och ett Multiplayer-läge där upp till sex spelare kan mötas.

## Recensioner
| Mottagande                 | Mottagande      |
| Samlingsbetyg              | Samlingsbetyg   |
| Tjänst                     | Betyg           |
| -------------------------- | --------------- |
| Gamerankings               | 46.41%          |
| Metacritic                 | 4.3/10 stjärnor |
| Recensionsbetyg            |                 |
| Publikation                | Betyg           |
| Famitsu                    | 28 av 40        |
| Game Informer              | 3/10 stjärnor   |
| Gamepro                    | 2/5 stjärnor    |
| Gamespot                   | 5.5/10 stjärnor |
| Gamesradar                 | 3/10 stjärnor   |
| Gametrailers               | 4.5/10 stjärnor |
| IGN                        | 3/10 stjärnor   |
| Nintendo World Report      | 2/10 stjärnor   |
| Official Nintendo Magazine | 70%             |